# WikiPock
WikiPockとは、ウィキペディアやウィクショナリー、ウィキクォートを携帯電話やタブレットで閲覧するためのモバイルアプリケーションである。2009年3月6日にTechCrunchによって紹介された。

## 特徴
WikiPockという言葉はwikiとpocketの造語である。このアプリケーションは閲覧時にインターネット接続する必要が無い。25言語に対応しているが、テキストのみで画像は含まれておらず、英語版ウィキペディアバージョンは約4GBの容量がある。データは送られたmicroSDHCメモリカードで読み込むかインターネットからダウンロードできる。アップデートは3、4ヶ月ごとになっている。
iPhoneやiPod touchに対応したバージョンが開発されている。
現在は、アフリカーンス語、カタルーニャ語、中国語、チェコ語、デンマーク語、オランダ語、英語、フィンランド語、フランス語、ドイツ語、ギリシャ語、ハンガリー語、インドネシア語、イタリア語、日本語、ノルウェー語、ポーランド語、ポルトガル語、ルーマニア語、ロシア語、スペイン語、スウェーデン語、トルコ語、ウクライナ語、ベトナム語に対応している。